# Qinghu Community
Qinghu is een bewonersgemeenschap in Longhua, Shenzhen in China. Het is bereikbaar met de Longhualijn die stopt bij station Qinghu.